# Tabanus clenchi
Tabanus clenchi är en tvåvingeart som beskrevs av Joseph Charles Bequaert 1940. Tabanus clenchi ingår i släktet Tabanus och familjen bromsar. Inga underarter finns listade i Catalogue of Life.